# Савет за националне мањине (Хрватска)
Савет за националне мањине Републике Хрватске (хрв. Savjet za nacionalne manjine Republike Hrvatske) аутономно је тело основано с циљем што ефикаснијег учешћа националних мањина у јавном животу Републике Хрватске, посебно на пољу разматрања и предлагања, уређивања и решавања питања у вези са остваривањем и заштитом права и слобода националних мањина.
Савет је кровно тело националних мањина у Хрватској који повезује институције и интересе националних мањина на државном нивоу. То је тело које се бави целовитом мањинском проблематиком у оквиру Уставног закона о правима националних мањина и свих осталих закона који се тичу националних мањина. Седиште је у Загребу.
Основан је на основу Уставног закона о правима националних мањина који је донео Хрватски сабор на сједници 13. децембра 2002. године.

## Права
Савет има право Сабору и Влади Републике Хрватске предлагати расправе о питањима које сматра важним, посебно око провођења Уставног закона и посебних закона којима су уређена права националних мањина. Такође има право давати мишљење и предлоге о програмима јавних радио и телевизијских станица као и предлоге за предузимање привредних, социјалних и других мера на подручјима традиционално или у знатном броју настањеним припадницима националних мањина, како би се очувало њихово постојање на тим подручјима. Надаље, Савет има право од органа државне власти, локалне и регионалне самоуправе тражити и добити потребне податке и извештаје.

## Руководство
- Александар Толнауер, председник
- Веселко Чакић, потпредседник
- Никола Мак, потпредседник

## Заступљеност
У Савету постоје три врсте заступљености. У Савет аутоматски улазе саборски посланици националних мањина. Друга група, која броји пет чланова, су представници националних мањина из стручних, културних, верских и научних редова и представника мањинских удружења, а које именује Влада на предлог удружења, правних лица и грађана припадника националних мањина. Они имају двоструки легитимитет, јер су предложени од својих мањинских удружења, а потврђени од Владе, дакле од већинског дела. Трећа група су представници из Вијећа за националне мањине која броји седам чланова.

### Чланови Савета
Представници националних мањина из стручних, културних, верских и научних редова и представника мањинских удружења:
1. Александар Толнауер, јеврејска национална мањина
2. Веселко Чакић, српска национална мањина
3. Башким Шеху, албанска национална мањина
4. Нивес Ритиг Бељак, аустријска национална мањина
5. Радомир Павићевић, црногорска национална мањина

Представници из Вијећа за националне мањине:
1. Никола Мак, Вијеће немачке националне мањине
2. Дарко Шонц, Вијеће словенске националне мањине
3. Марија Семењук Симеуновић, Вијеће украјинске националне мањине
4. Ангел Митревски, Вијеће македонске националне мањине
5. Звонко Костелник, Вијеће русинске националне мањине
6. Бранка Бакса, Вијеће словачке националне мањине

Посланици у Хрватском сабору:
1. Милорад Пуповац, припадник српске националне мањине
2. Драган Црногорац, припадник српске националне мањине
3. Миле Хорват, припадник српске националне мањине
4. Фурио Радин, припадник италијанске националне мањине
5. Денеш Шоја, припадник мађарске националне мањине
6. Владимир Билек, припадник чешке националне мањине која заступа и словачку националну мањину
7. Неџад Хоџић, припадник бошњачке националне мањине који заступа и албанску, црногорску, македонску и словенску националну мањину
8. Вељко Кајтази, припадник ромске националне мањине који заступа и аустријску, бугарску, немачку, пољску, румунску, русинске, руску, турску, украјинску, влашку и јеврејску националну мањину